# زیردریایی کلاس آکولا
سابمارین کلاس آکولا (نام روسی :‌проекта 971 Щу́ка-Б، پروژه-۹۷۱ اردک‌ماهی-نام‌گذاری ناتو: آکولا) یک کلاس از زیردریایی روسی است که طول آن ۱۱۰/۳ م. می‌باشد.
ورود به خدمت: ۱۹۸۶ میلادی
جایگاه اژدر:۵۳۳ میلی متری ×۴ و ۶۵۰ میلی متری ×۴
تسلیحات: موشک‌های و اژدرهای مختلف
اتحاد جماهیر شوروی در اواخر دهه ۱۹۸۰ میلادی تعدادی زیردریایی کلاس  آکولا به خدمت گرفت زیردریایی‌های این کلاس بهبود قابل توجهی رو در طراحی زیردریایی‌های این کشور به ارمغان اوردن به گونه ای که بسیار ساکت تر نسبت به زیردریایی‌های قبلی این کشور طراحی شده بودن و حتی بسیار ساکت تر از انچه کشورهای غربی انتظار داشتن. در حوزه زیرسطحی استفاده تجاری غرب از توانایی‌های تکنولوژیکی برای کاهش سطح صدا نقش مهمی در حفظ منافع طولانی مدت و در نبرد فرسایشی زمان جنگ سرد داشت. البته این روند زمانی متوقف شد که زیردریایی‌های بهینه شده کلاس آکولا-۲ این روند رو تغییر دادند و تبدیل به اولین زیردریایی‌های روسی شدند که در زمان خود از آخرین زیردریایی‌های ساخته شده توسط امریکا(و غرب) ساکت تر و کم صداتر هستند .مثلا از زیردریایی‌های بهینه شده کلاس لس آنجلس، که رقیب آکولاهای روسی بودند . همچنین از دیگر بهبودهای این زیردریایی می‌شود به این اشاره کرد که حسگرهای این زیردریایی نسبت به زیردریایی‌های قبلی اتحاد جماهیر شوروی بسیار کارامدتر و بهتر عمل میکنند.
این زیردریایی‌های تهاجمی چهارجایگاه اژدر ۶۵۰ میلی متری و چهار جایگاه اژدر ۵۳۳ میلی متری دارند که تا ۴۰ اژدر و موشک می‌توانند حمل کنند.
از این نوع زیردریایی در سه مدل بتعداد ۱۵ فروند ساخته شده.اکنون ۱۰ فروند در حال خدمت هستند. امروزه زیر دریایی‌های کلاس آکولا نیمی از توان زیرسطحی اتمی روسیه را تشکیل میدهند.